# Малено
Малено (итал. Malegno) је насеље у Италији у округу Бреша, региону Ломбардија.
Према процени из 2011. у насељу је живело 2006 становника. Насеље се налази на надморској висини од 302 м.

## Становништво
Према резултатима пописа становништва 2011. у општини је живело 2.078 становника.
| 1951. | 1961. | 1971. | 1981. | 1991. | 2001. | 2011. |
| ----- | ----- | ----- | ----- | ----- | ----- | ----- |
| 1.718 | 1.843 | 1.883 | 2.137 | 2.244 | 2.111 | 2.078 |